# Сгибнев, Пётр Георгиевич
Пётр Гео́ргиевич Сги́бнев (родился 25 августа 1920 года, Шевелёво, Кашинский уезд, Тверская губерния, РСФСР — разбился 3 мая 1943 года, Ваенга, Териберский район, Мурманская область, РСФСР, СССР) — советский лётчик-ас истребительной авиации ВВС Северного флота в годы Великой Отечественной войны, Герой Советского Союза (1942). Гвардии капитан (1942).

## Краткая биография
П. Г. Сгибнев родился в 1920 году в деревне Шевелево ныне Кашинского района Тверской области в крестьянской семье. В детстве с семьёй переехал в Ленинград, там в 1936 году окончил неполную среднюю школу № 10 и стал курсантом Ленинградского аэроклуба.
В ВМФ СССР с октября 1937 года. В 1940 году окончил с отличием Военно-морское авиационное училище имени И. В. Сталина в городе Ейске. С августа 1940 года служил младшим лётчиком в 12-й отдельной истребительной авиационной эскадрилье ВВС Балтийского флота.
Участник Великой Отечественной войны с июня 1941 года, встретив войну на Балтийском флоте в составе той же эскадрильи. Первые вылеты выполнил на прикрытие с воздуха баз флота, а 26 июня вместе с эскадрильей перелетел на аэродром Кагул на острове Сааремаа и далее защищал с воздуха острова Моонзундского архипелага в составе авиагруппы Береговой обороны Балтийского района. Летая на истребителе И-153, уже 12 июля 1941 года одержал первую победу, сбив над островом Моон немецкий Ме-109. В июне-августе 1941 года на Балтике выполнил 186 боевых вылетов, провёл 14 воздушных боёв, сбил 1 самолёт врага лично и 4 в группе, а также потопил сторожевой катер противника. Там же, на Балтике, был удостоен своей первой награды — ордена Красного Знамени. В воздушном бою 28 августа 1941 года его самолёт получил большие повреждения, а сам Пётр Сгибнев был ранен. Сумел привести повреждённую машину на свой аэродром и посадить её.
После лечения в эвакогоспиталях города Саранска направлен на переучивание в 21-й авиационный полк, а затем в 1-й запасной авиационный полк ВВС ВМФ, где освоил ленд-лизовский истребитель «Харрикейн». В феврале 1942 года прибыл на Северный флот — пилотом во 2-й гвардейский смешанный авиационный полк ВВС ВМФ, командиром которого вскоре стал легендарный лётчик-истребитель Заполярья Б. Ф. Сафонов.
В марте 1942 года переведён командиром эскадрильи в 78-й истребительный авиационный полк ВВС Северного флота. 3 апреля 1942 года гвардии лейтенант Сгибнев открыл счёт побед в небе Заполярья, который стал стремительно расти: за апрель он сбил 2 самолёта, за май 5 самолётов, за июнь 2 самолёта и за июль 2 самолёта. В 1942 году вступил в ВКП(б).
К 25 мая 1942 года командир эскадрильи 78-го истребительного авиационного полка старший лейтенант Пётр Сгибнев совершил 260 боевых вылетов, провёл 21 воздушный бой, по данным наградного листа лично сбил 10 самолётов противника (фактически согласно отчетных и оперативных документах полка его боевой счёт к тому времени составлял 7 сбитых лично и 4 в группе вражеских самолётов). За эти подвиги был представлен к присвоению звания Героя Советского Союза.
Был снят в документальном фильме "День войны", Центральная студия кинохроники, 1942 г.
Указом Президиума Верховного Совета СССР от 23 октября 1942 года «за образцовое выполнение боевых заданий Командования на фронте борьбы с немецкими захватчиками и проявленные при этом отвагу и геройство» гвардии капитану Сгибневу Петру Георгиевичу присвоено звание  Героя Советского Союза с вручением ордена Ленина и медали «Золотая Звезда».
В октябре 1942 года гвардии капитан П. Г. Сгибнев переведён командиром эскадрильи во 2-й гвардейский Краснознамённый истребительный авиационный полк имени Б. Ф. Сафонова, а в январе 1943 года стал командиром этого прославленного полка. К тому времени Сгибнев летал уже на истребителе «Аэрокобра», одержав на нём в 1943 года три свои последние победы.
3 мая 1943 года командир 2-го гвардейского Краснознамённого истребительного авиаполка гвардии капитан Пётр Сгибнев при выполнении учебного полёта допустил ошибку и разбился на своем аэродроме.
По воспоминанию одного из учеников Б. Ф. Сафонова — генерал-майора Н. Г. Голодникова:

«В этот день в полк прибыла группа руководящего состава ВВС СФ и штаба Северного флота. Капитан Сгибнев П. Г. показывал учебный воздушный бой со своим ведомым сержантом Иваном Лаптевым. Бой был исключительно интересным, по его окончани[ю] он подал команду Лаптеву заходить на посадку, что тот и сделал, а Сгибнев, пройдя над полосой, на малой высоте решил сделать бочку, при выполнении которой допустил ошибку и на глазах у зрителей врезался в землю в конце аэродрома».

Похоронен на военном кладбище города Североморска.
В Великой Отечественной войне лётчик-истребитель П. Г. Сгибнев совершил 355 боевых вылетов, провёл 24 воздушных боя, сбил лично 16 и в группе 4 немецких самолёта.

## Награды
- Медаль «Золотая Звезда» Героя Советского Союза(23 октября 1942 года);
- орден Ленина (23.10.1942);
- три ордена Красного Знамени (13.08.1941, 26.05.1942, 02.04.1943);
- Крест «За выдающиеся летные заслуги» (Великобритания, 19.03.1942).

## Память
- Бюст П. Г. Сгибнева в числе 53-х лётчиков-североморцев, удостоенных звания Героя Советского Союза, установлен в посёлке Сафоново на аллее Героев около музея ВВС СФ.
- Имя Героя Советского Союза П. Г. Сгибнева присвоено улице в Североморске, военному гарнизону в Мончегорске (Мурманская область), а также улице города Кашина в Тверской области.
- Мемориальная доска в честь П. Г. Сгибнева установлена в Североморске на жилом доме № 2 по улице, носящей его имя.